# 沈闻孙
沈闻孙（1930年05月6日—），浙江海盐人，船舶设计专家，中国工程院院士，大连船舶重工集团有限公司高级工程师。

## 履历[1]
- 1953年，于交通大学毕业。
- 1997年，当选中国工程院院士。